# Vestergaard Company
Vestergaard Company A/S er en dansk producent af afisningsmaskiner til fly samt producent af andre maskiner til flyhandling. Virksomheden er lokaliseret i Gevninge ved Roskilde. Vestergaard Company har i dag ca. 400 ansatte og omsætter for 879 mio. kroner (2024).
Ingeniørfirmaet G. Vestergaard blev etableret af Godtfred Vestergaard i 1962. I 1969 producerede de deres første afisningsmaskiner. I 1982 blev selskabsstrukturen ændret til et aktieselskab. I 2002 skiftede de navn til Vestergaard Company.